# Alien X Peke
Alien X Peke (宇宙人ペケ, Uchūjin Peke) est un manga d'Akira Toriyama publié dans Weekly Shōnen Jump en août 1996.

## Synopsis
Peke est un extraterrestre incompétent envoyé sur terre pour étudier le comportement de ses habitants et la possibilité pour son peuple d'envahir notre planète. Il vient d'Hanamaru, une planète qui ressemble à Namek dans Dragon Ball.